# Diaspora (software)
Diaspora je svobodný software, který slouží jako osobní web server pro poskytování služeb společenské sítě. Momentálně jej vyvíjejí Dan Grippi, Max Salzberg, Raphael Sofaer a Ilya Zhitomirskiy. O dalším směřování projektu a jeho nových vlastnostech se demokraticky rozhoduje pomocí platformy Loomio.
Měl by sloužit k tomu, aby propojil uživatele, nabídl místo pro vzkazy, jednoduchý chat a hry tak, jak to už nyní poskytuje Facebook. Software bude spuštěný na malých osobních web serverech (zvaných semínka, anglicky seeds), takže uživatel bude mít plnou kontrolu nad informacemi, které sdílí s ostatními.
Uživatelé budou moci sdílet fotografie a videa zabezpečeně přes GPG a Diaspora také umožní různým internetovým službám spolupracovat, takže například fotografie nahraná do online galerie (např. Flickr) automaticky vytvoří příspěvek na mikroblogovací službě (např. Twitter).
Software bude využívat OpenID, VoIP, protokol pro instant messaging (chatování), UDP a distribuované šifrované zálohy.
Projekt byl 24. dubna 2010 ohlášen na službě pro získávání financí Kickstarter a za 12 dní dosáhl svého fundraisingového cíle 10000 dolarů. V následujících týdnech získala Dispora dohromady 200642 dolarů od 6479 dárců a stala se nejúspěšnějším projektem na Kickstarteru. Jedním z dárců byl také Mark Zuckerberg, zakladatel a hlavní manažer Facebooku, který o Diaspoře prohlásil, že je to „úžasný nápad“.
Zdrojové kódy alfa verze byly uvolněny 15. září 2010. Podle některých recenzí se však projekt fakticky nachází stále ve velmi rané pre-alfa verzi a podle některých autorů proto neuspěje v konkurenci obdobných projektů (např. GNU social).